# Sidi Ali Benyoub
Sidi Ali Benyoub également typographié Sidi Ali Ben Youb est une commune de la wilaya de Sidi Bel Abbès en Algérie. Elle était également connue sous le nom de Chanzy pendant la colonisation, en référence à Alfred Chanzy, français qui fut le premier colon européen à s'y installer.

## Géographie

### Situation
| Tabia              | Tabia                     | Boukhanafis      |
| Chettouane Belaila | Sidi Ali Ben youb         | Benachiba Chelia |
| Moulay Slissen     | Moulay Slissen; Mezaourou | Mezaourou        |

## Personnalités liées à Sidi Bel Abbès
- Slim, père de la bande dessinée algérienne, y est né en 1945.